# Deutscher Buchpreis
De Deutscher Buchpreis (Duitse Boekprijs) is een literaire prijs, die jaarlijks in oktober uitgereikt wordt door de Börsenverein des Deutschen Buchhandels (Duitse vereniging van boekuitgevers en -handelaars) aan de beste Duitstalige roman van het jaar. Boeken die zijn uitgegeven in Duitsland, Oostenrijk en Zwitserland kunnen door hun uitgever worden genomineerd. Zij mogen er maximaal twee voordragen. De winnaar ontvangt € 25.000, de vijf auteurs op de shortlist ieder € 2.500. De prijs wordt jaarlijks op de Frankfurter Buchmesse uitgereikt.
De prijs werd in 2005 ingesteld om meer prestige en aandacht te verwerven voor Duitstalige auteurs en is geïnspireerd op anderstalige equivalenten als de Man Booker Prize en de Prix Goncourt.
Deze prijs moet niet verward worden met de Deutscher Bücherpreis, die tussen 2002 en 2004 heeft bestaan.

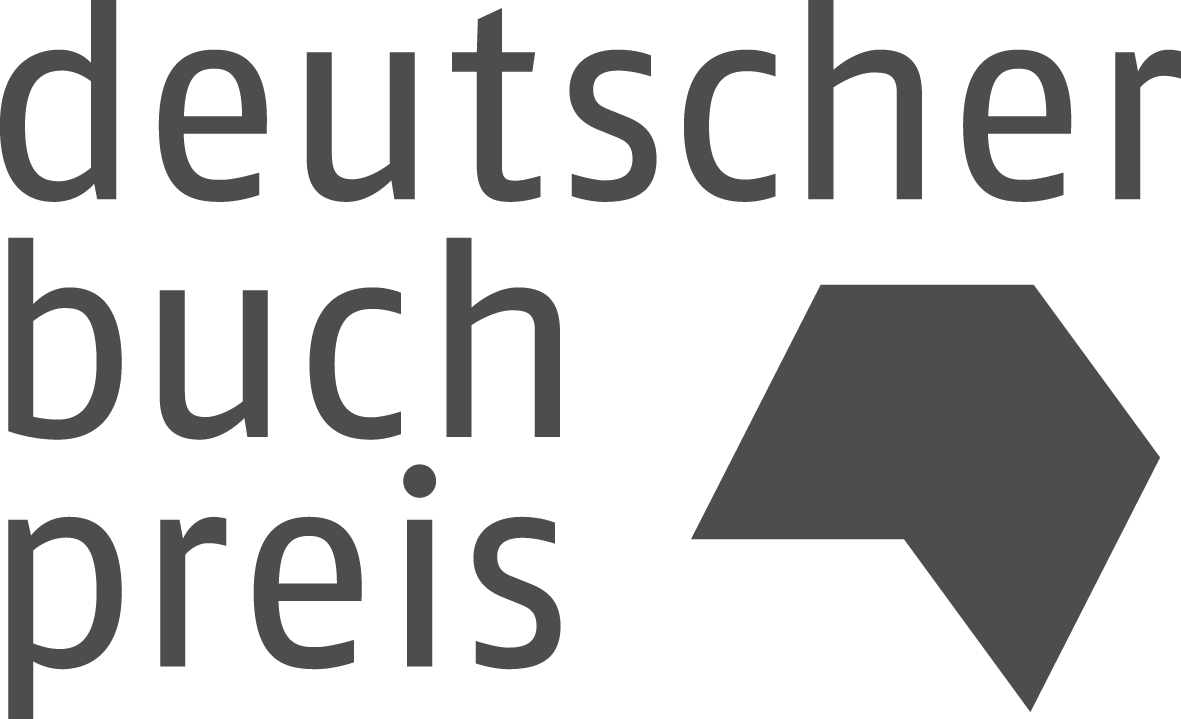
Logo van de Deutscher Buchpreis.

## Kritiek
Een aantal schrijvers heeft kritiek op de "willekeurige keuze op niet-literaire gronden" en op de aanwezigheidsverplichting voor de genomineerden. Het zou meer een marketingprijs dan een literaire prijs zijn.

## Nominaties en winnaars

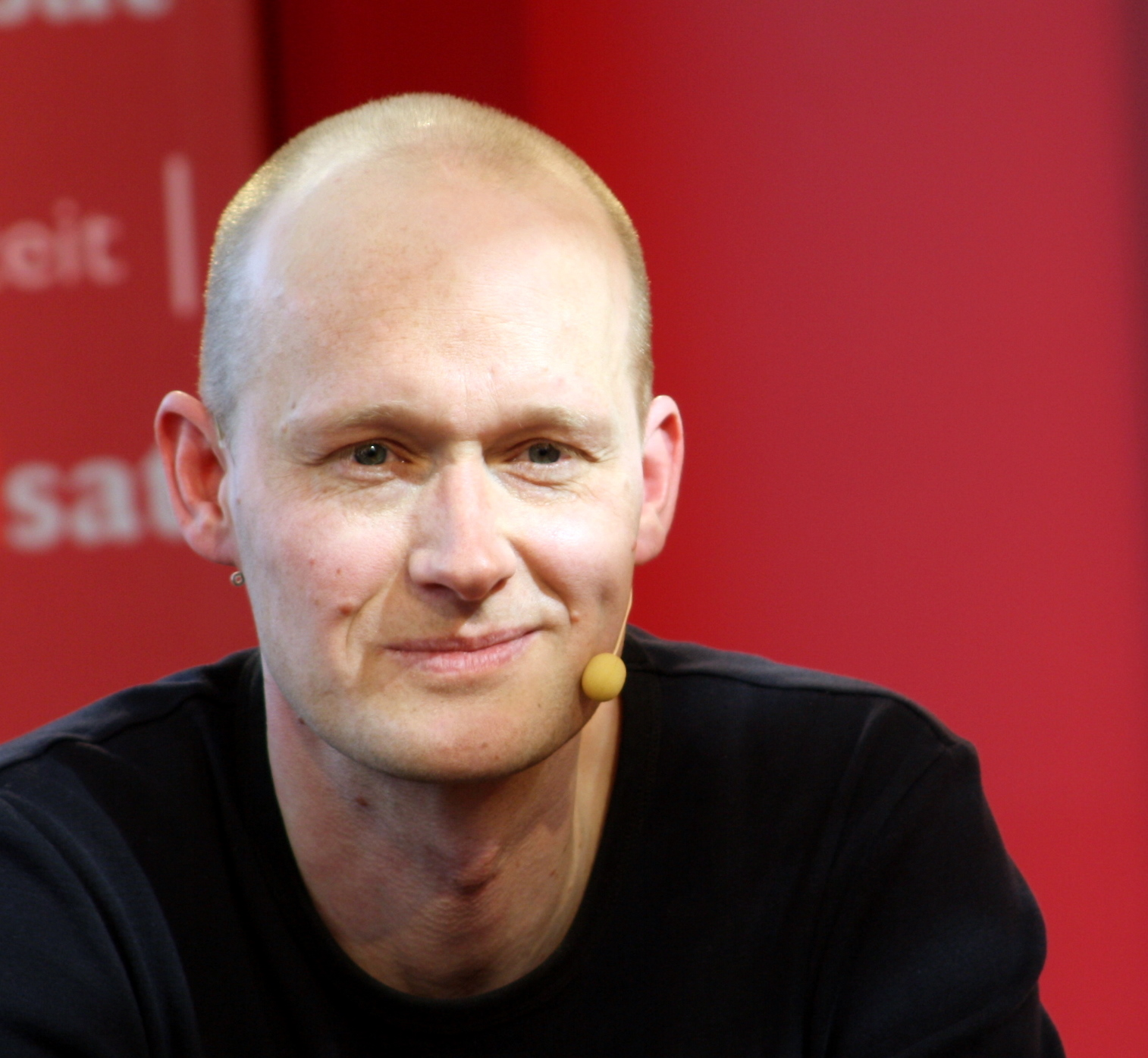
Arno Geiger (winnaar 2005)

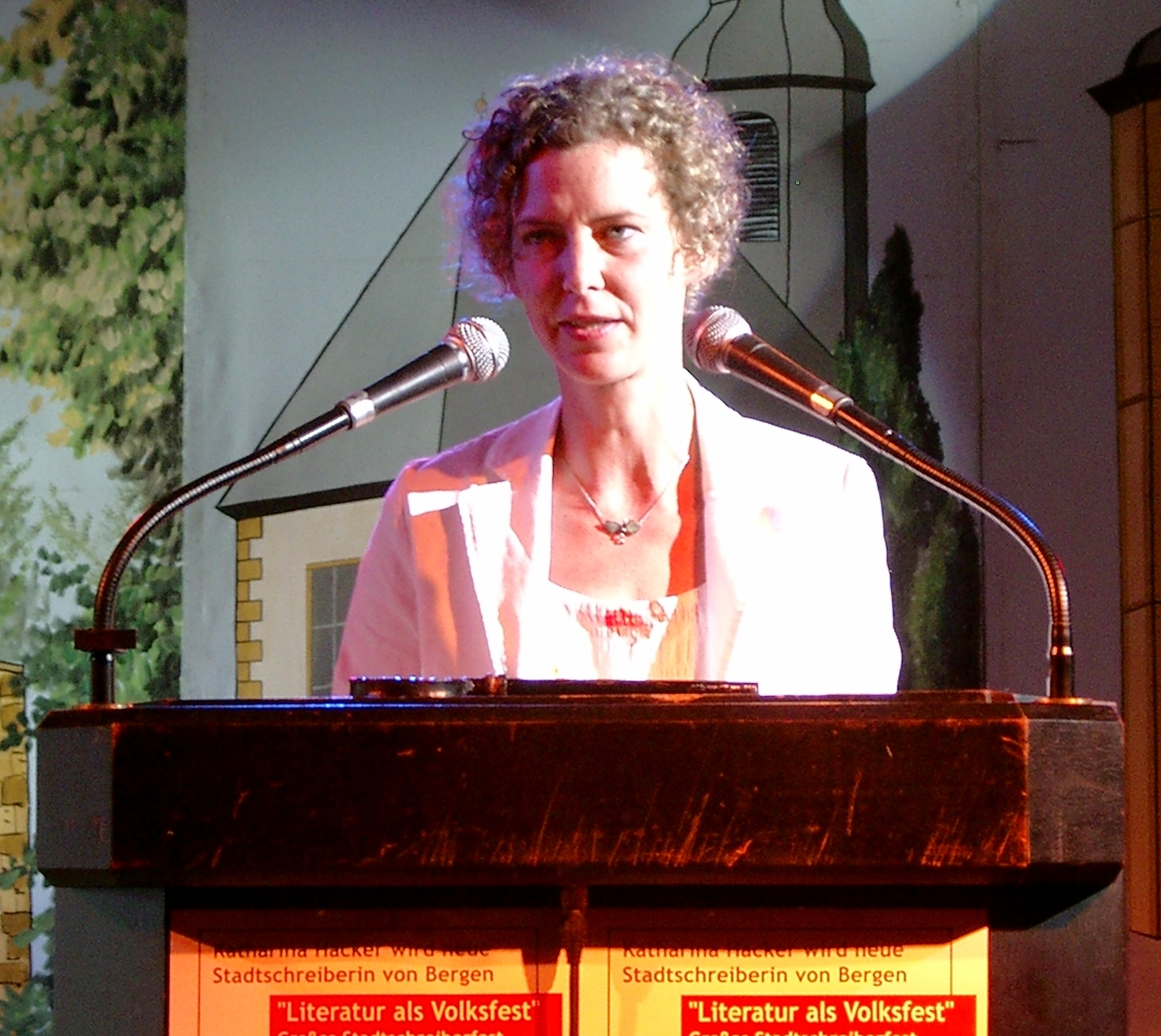
Katharina Hacker (winnaar 2006)

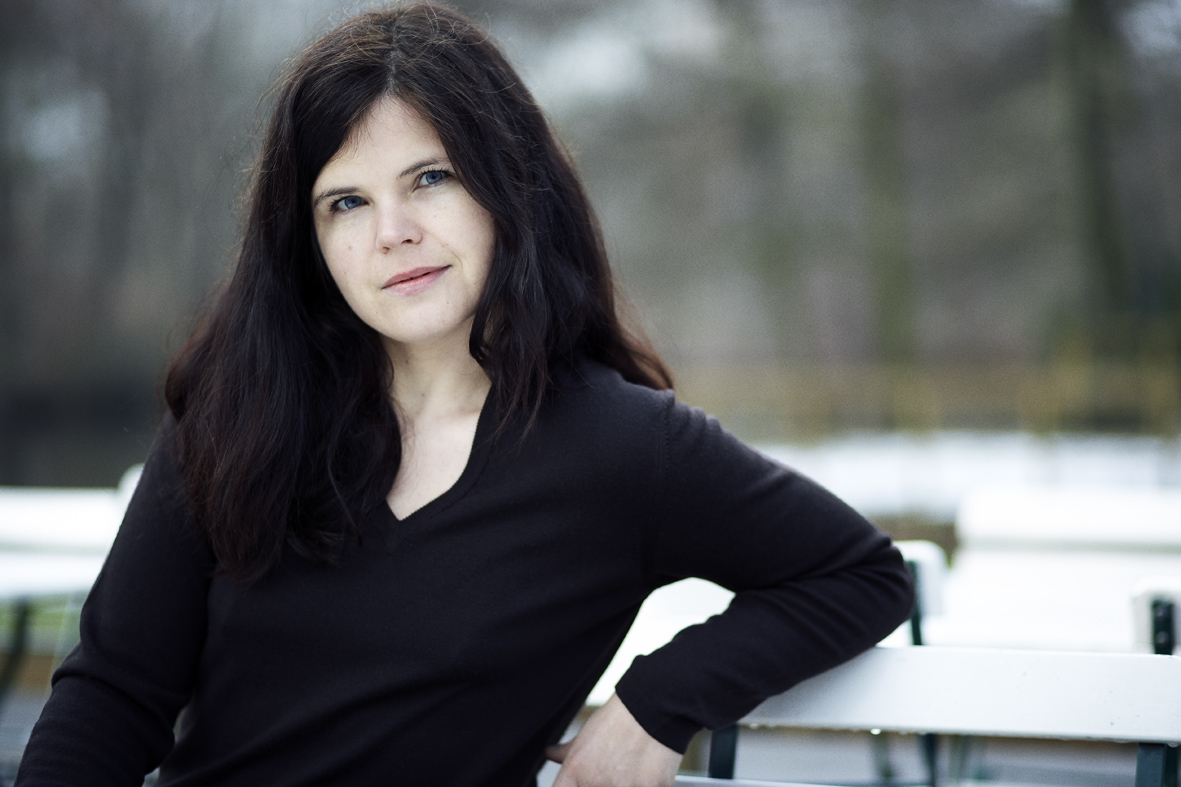
Julia Franck (winnaar 2007)

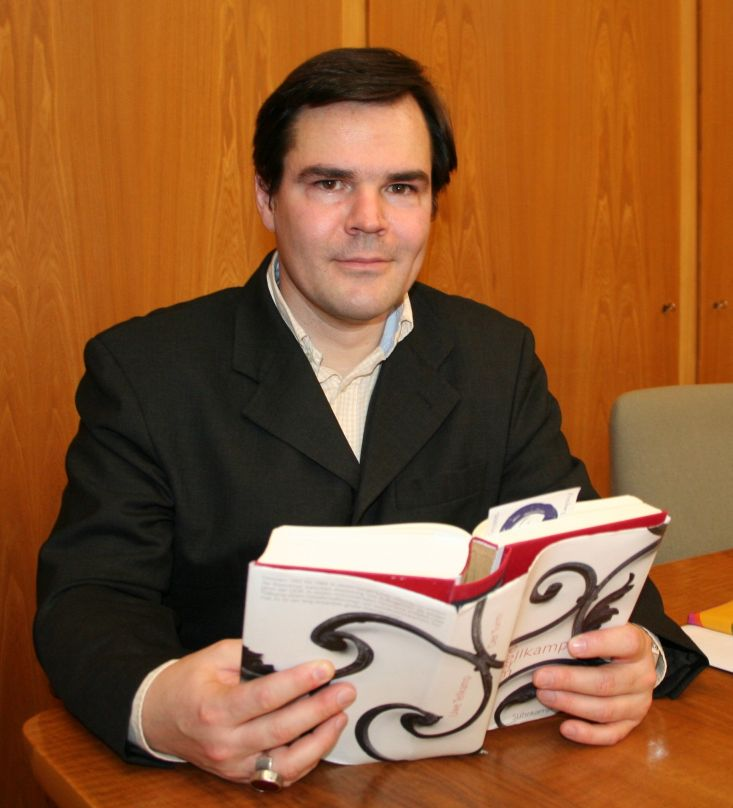
Uwe Tellkamp (winnaar 2008)

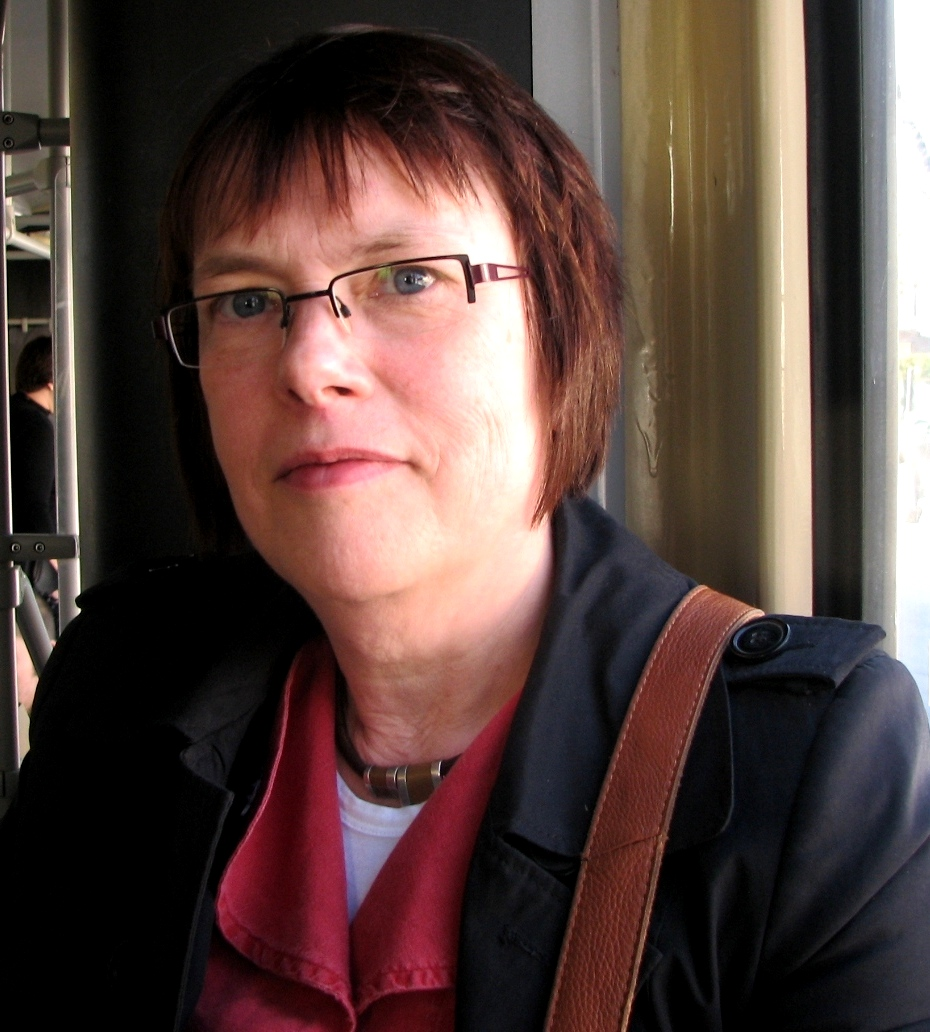
Kathrin Schmidt (winnaar 2009)

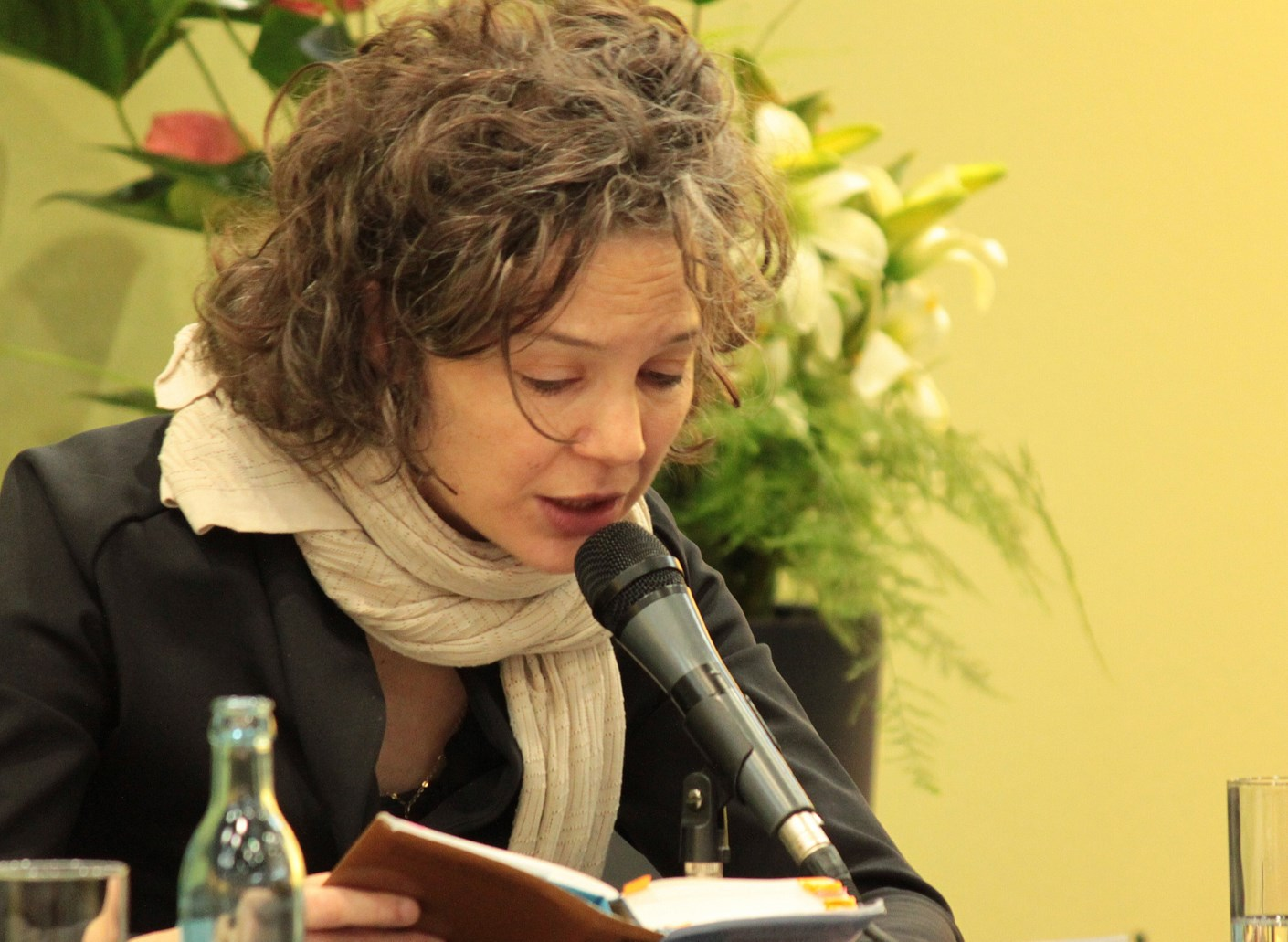
Melinda Nadj Abonji (winnaar 2010)

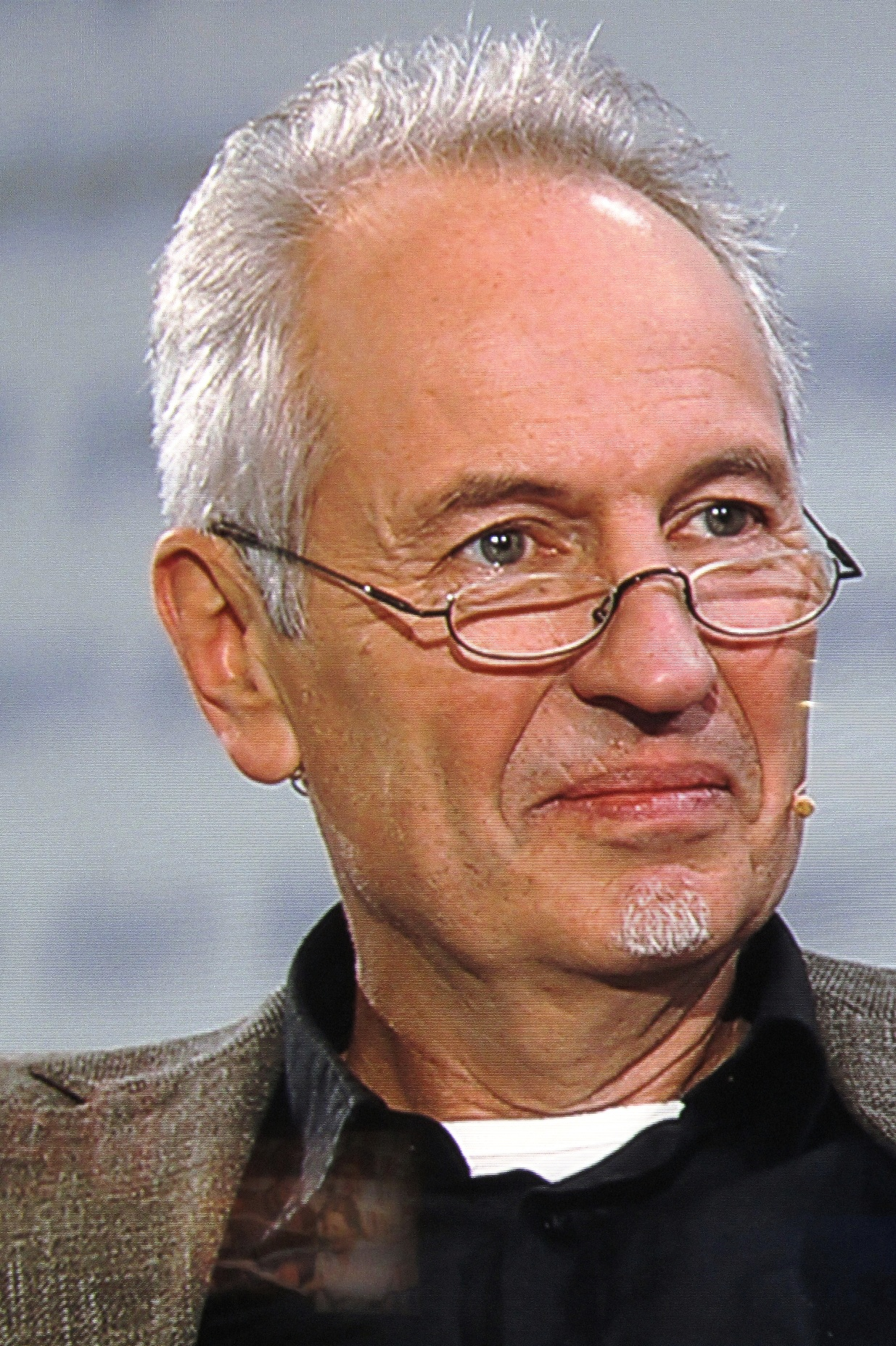
Eugen Ruge (winnaar 2011)

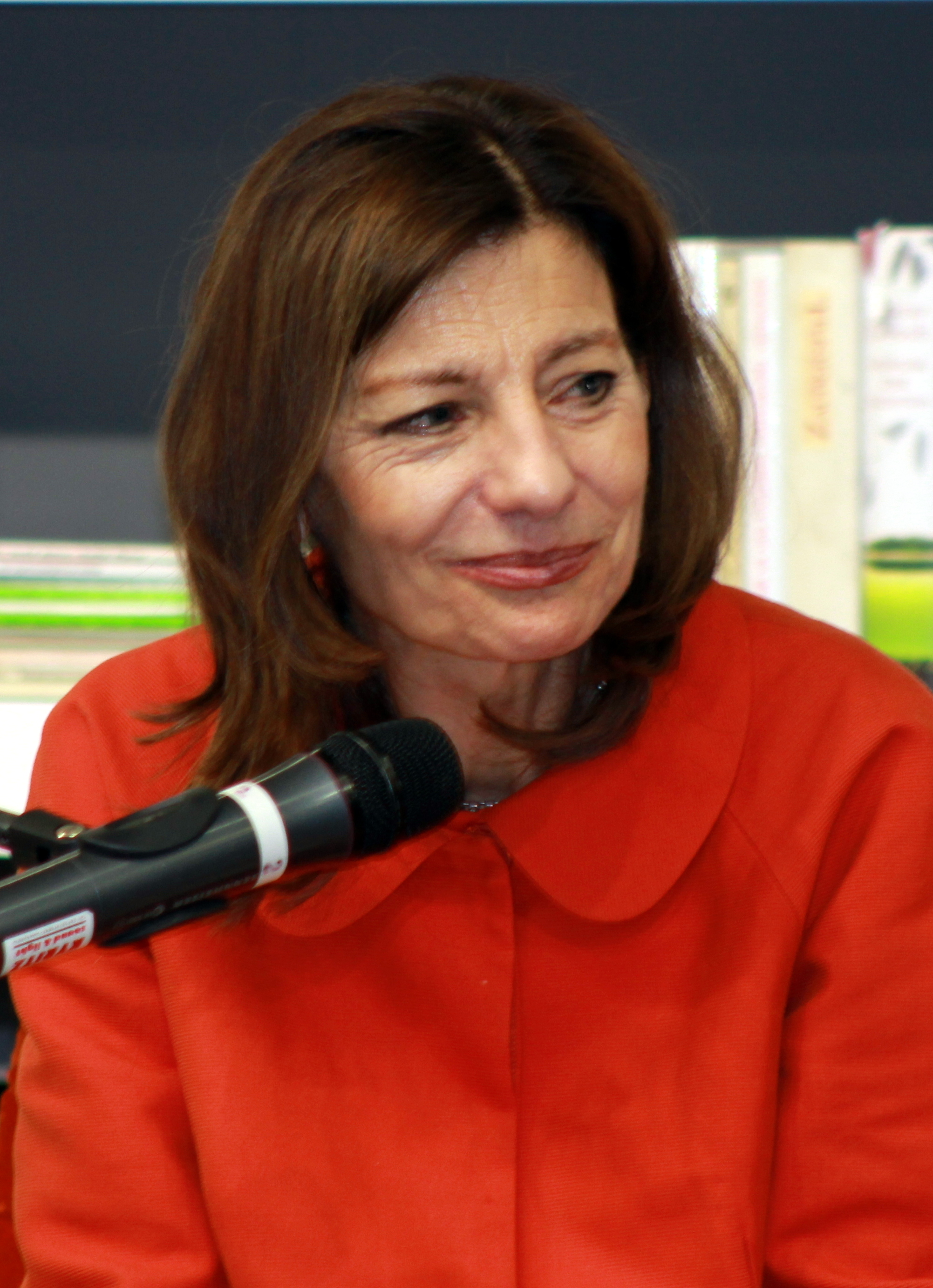
Ursula Krechel (winnaar 2012)

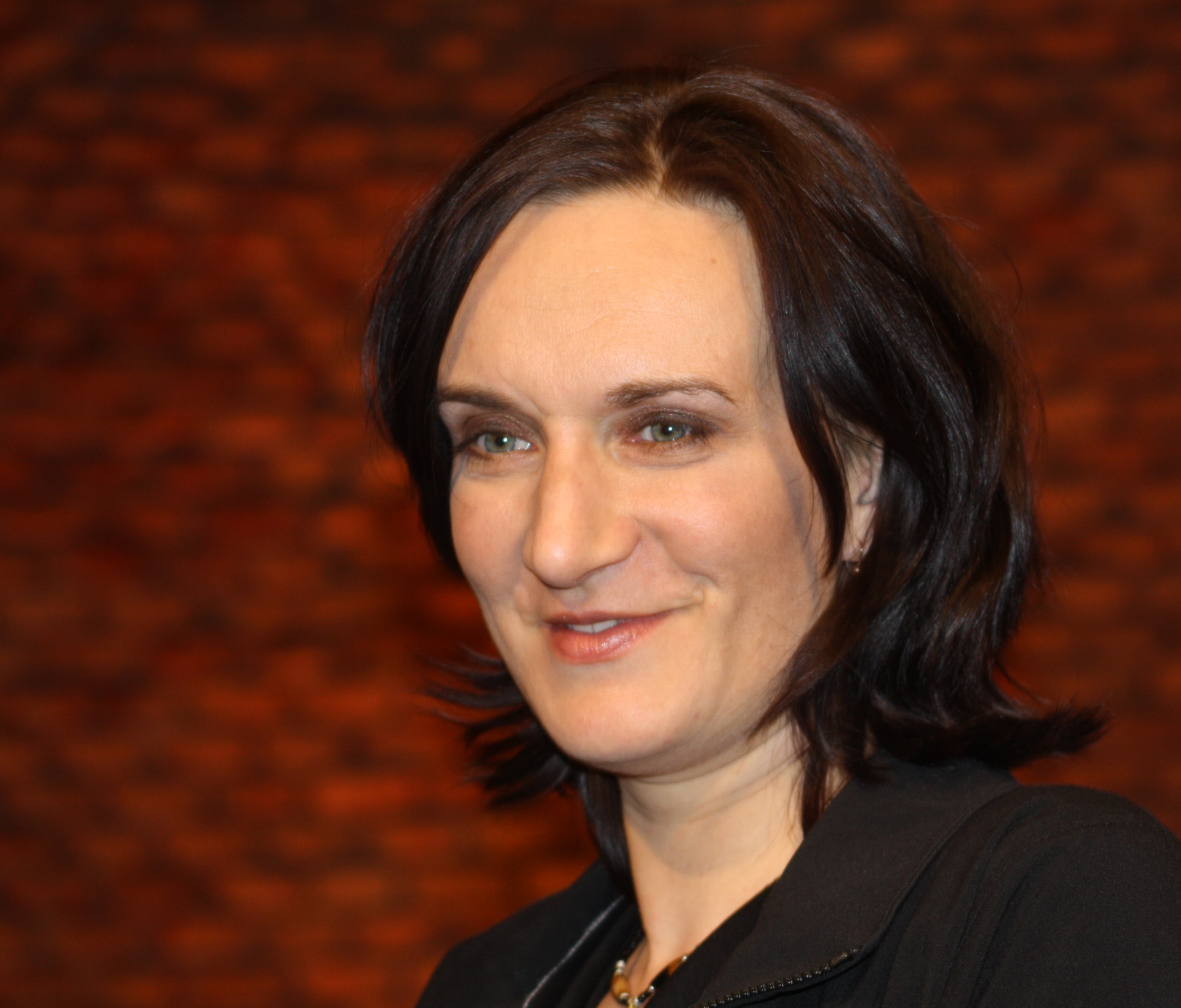
Terézia Mora (winnaar 2013)

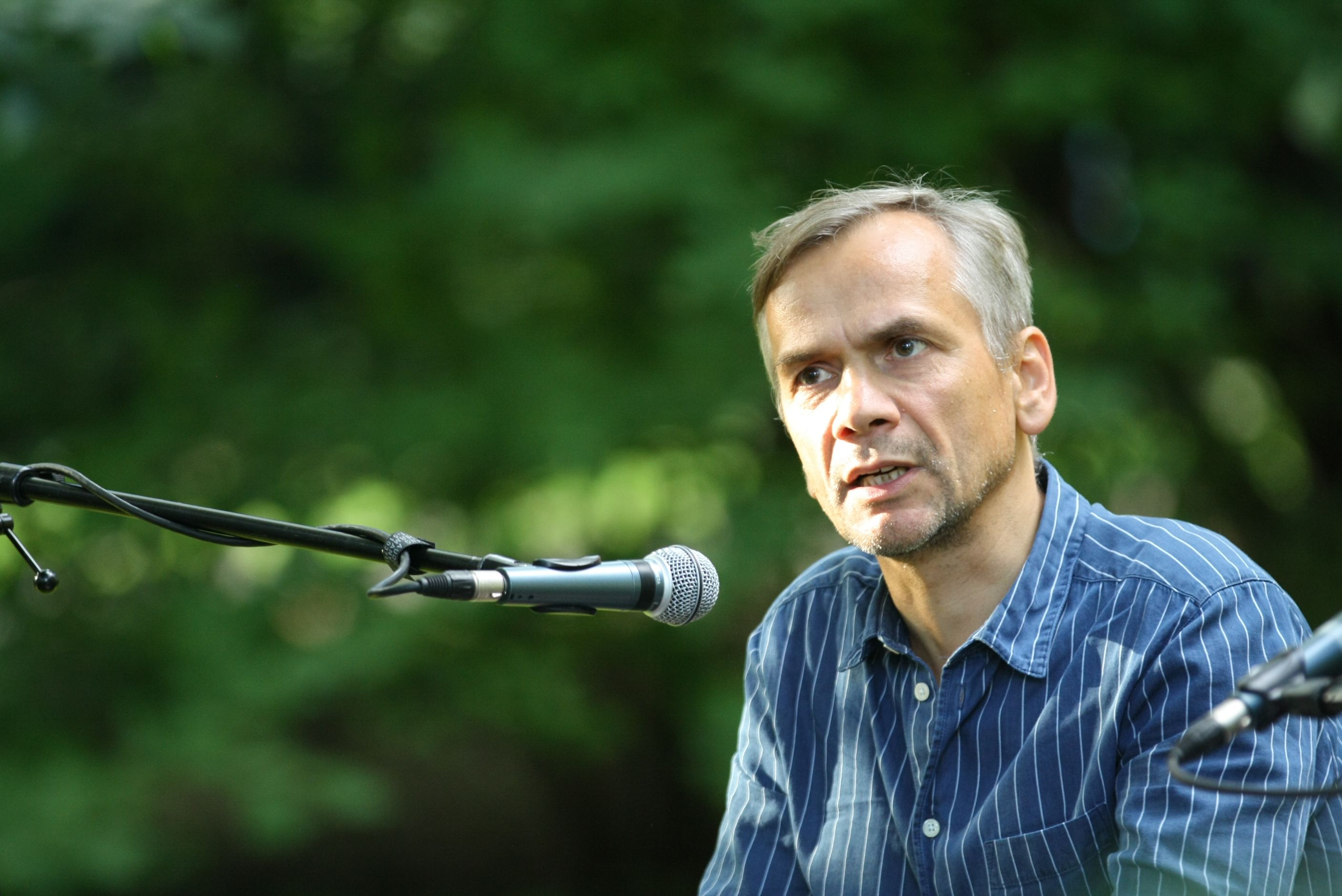
Lutz Seiler (winnaar 2014)

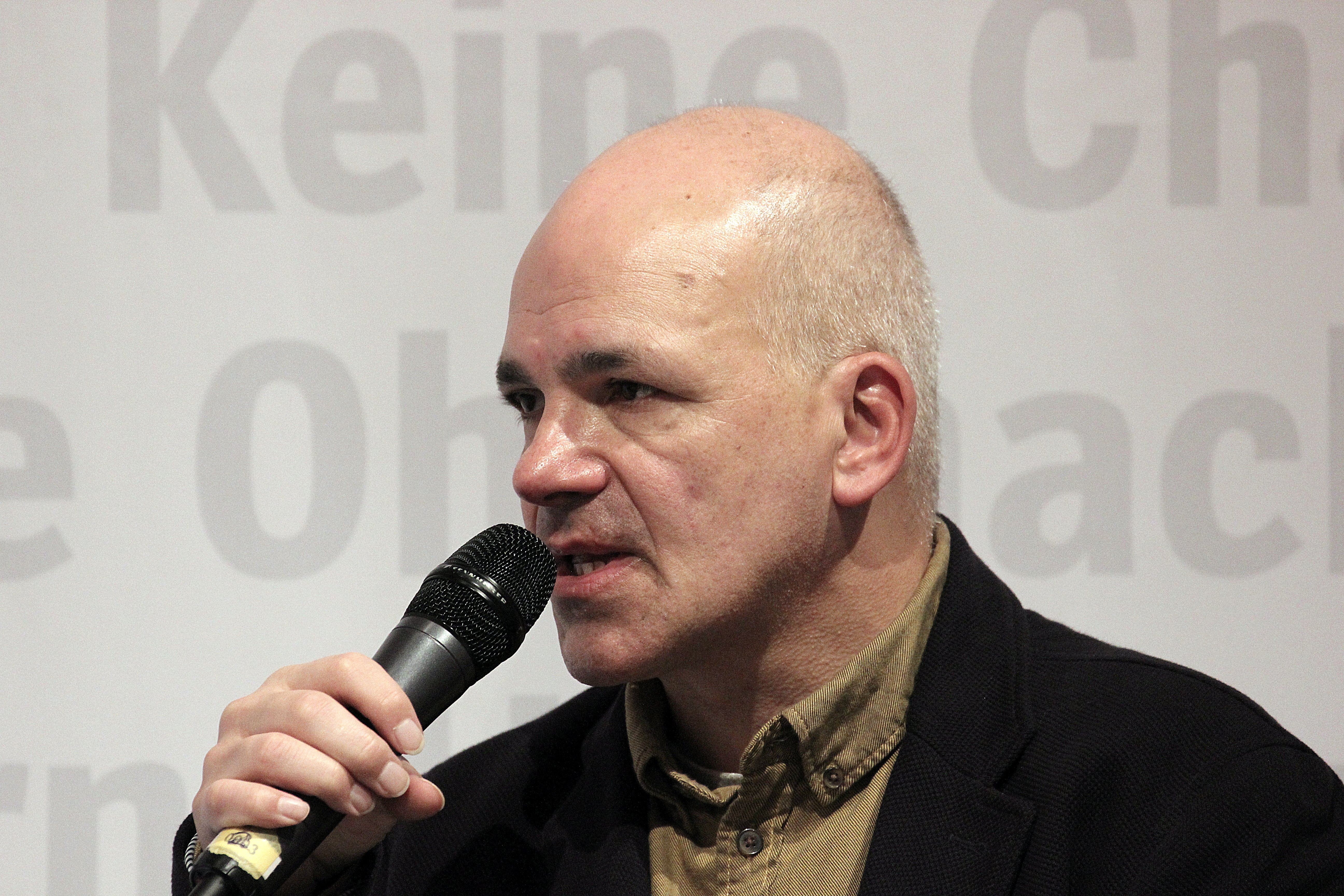
Frank Witzel (winnaar 2015)

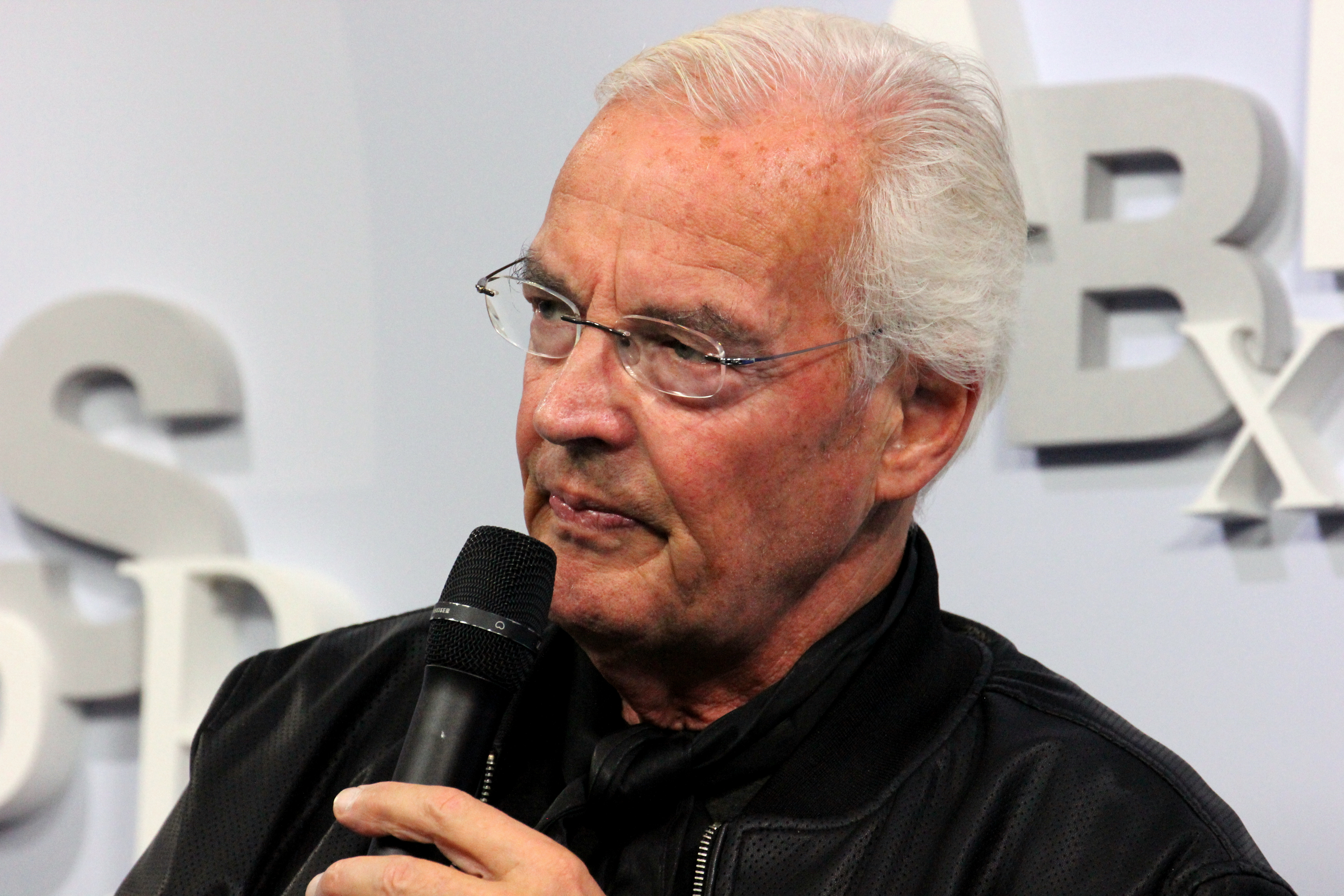
Bodo Kirchhoff (winnaar 2016)

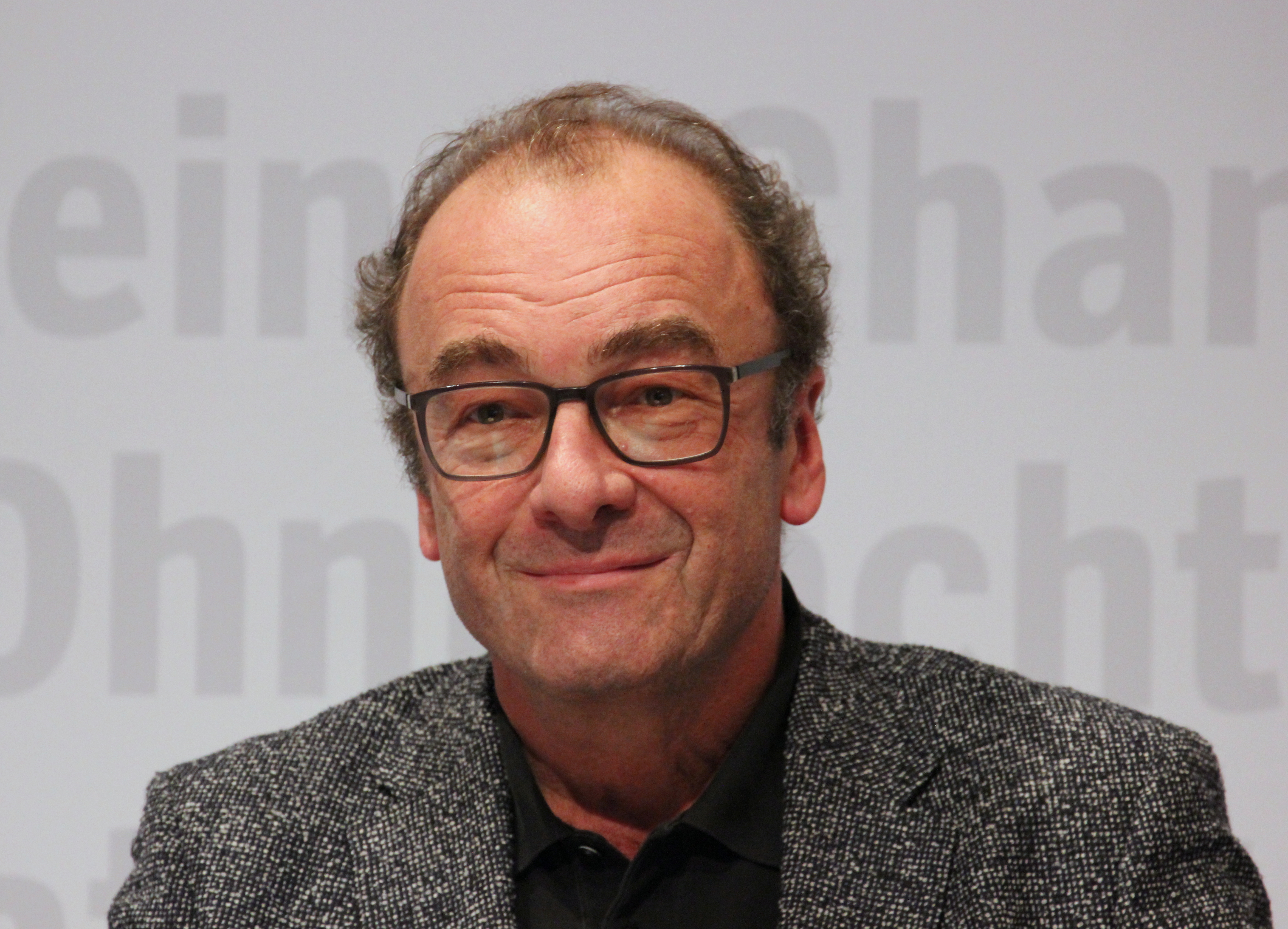
Robert Menasse (winnaar 2017)

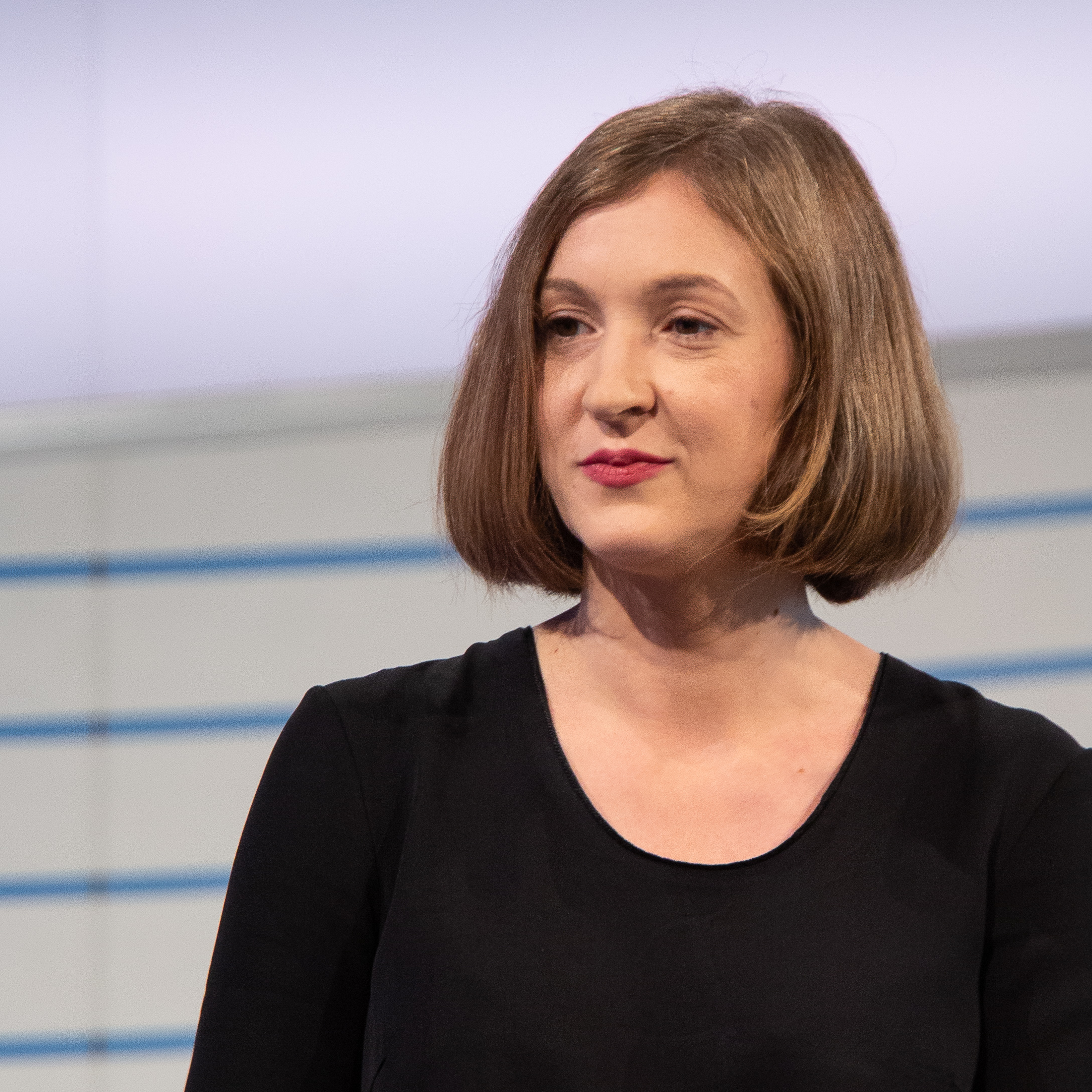
Inger-Maria Mahlke (winnaar 2018)

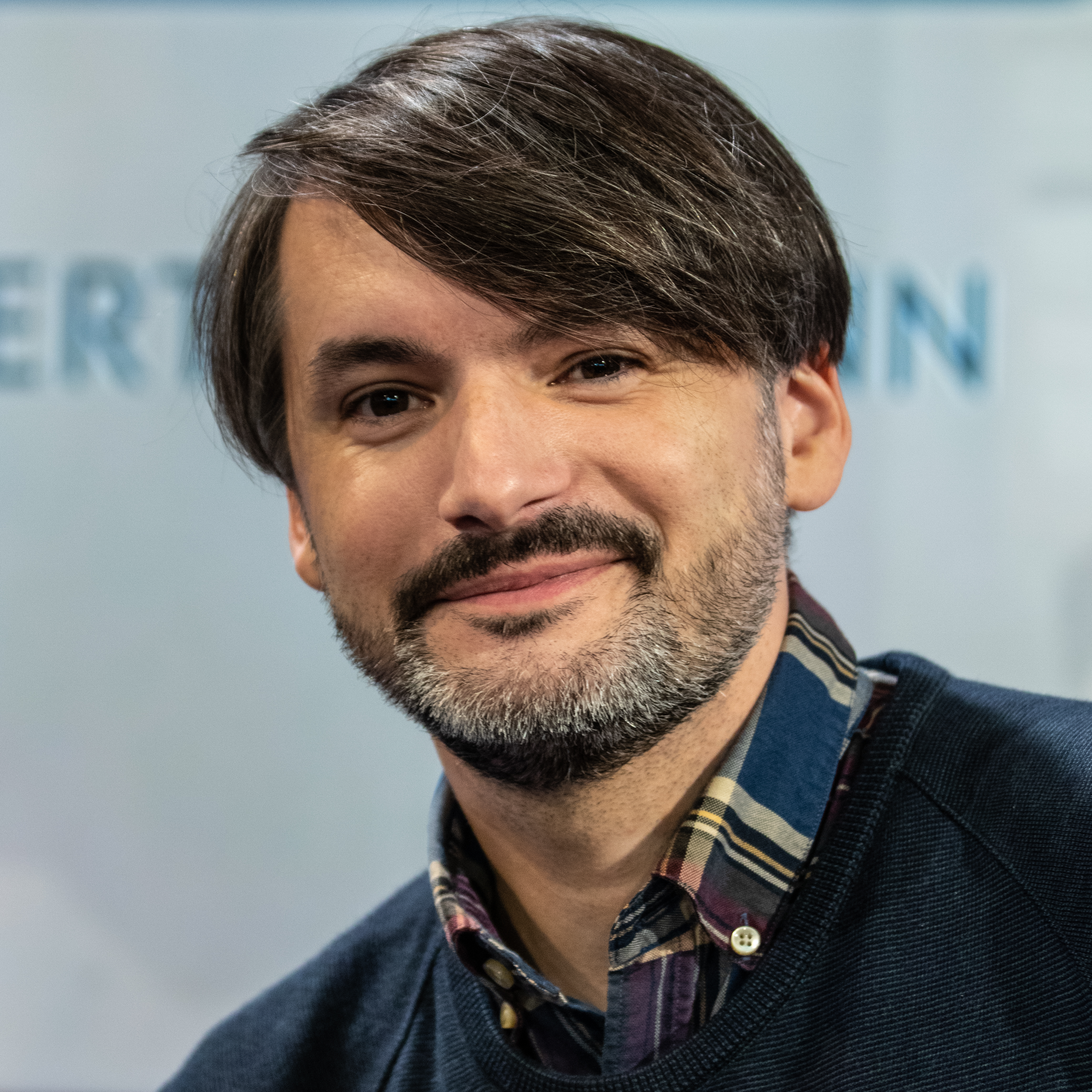
Saša Stanišić (winnaar 2019)

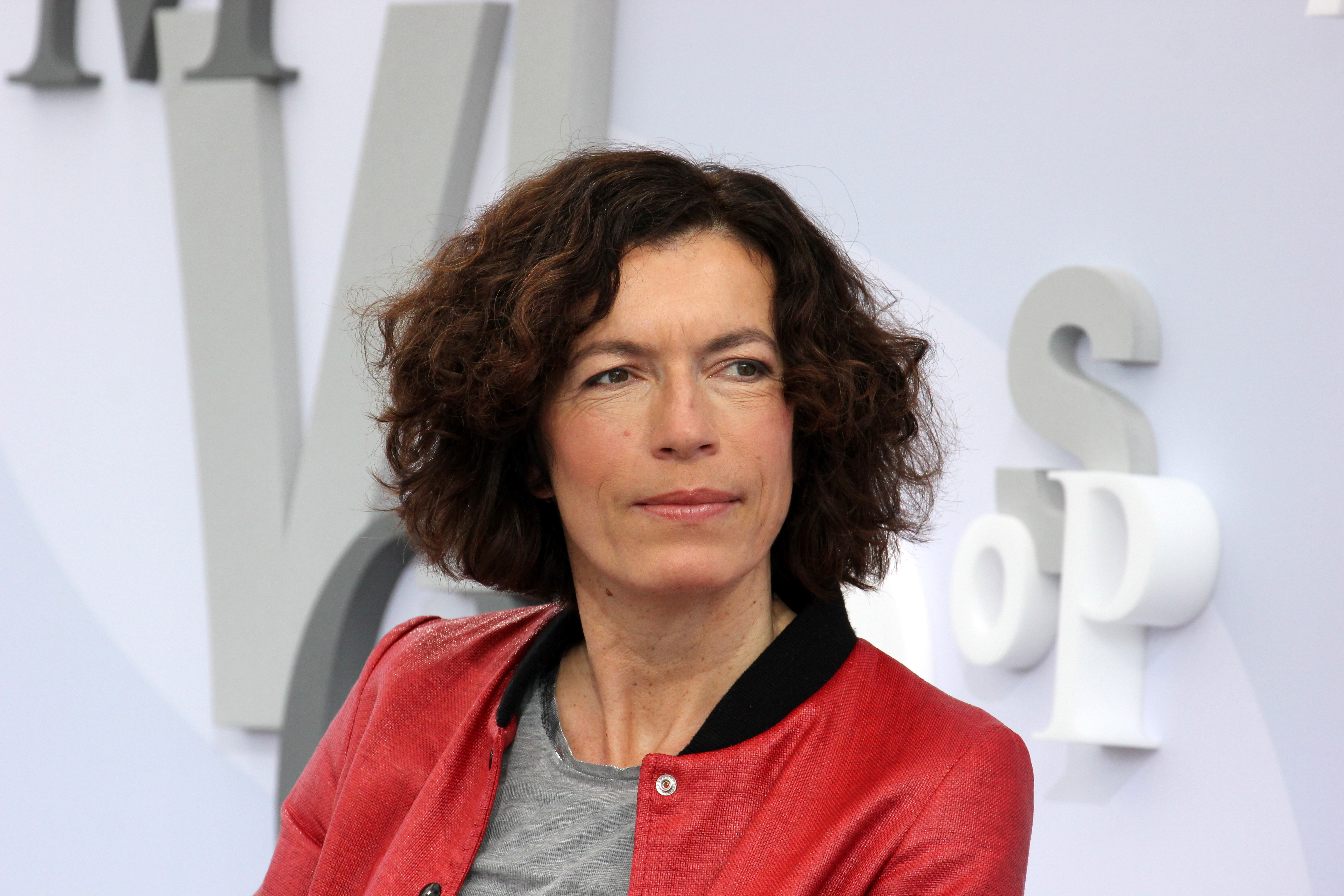
Anne Weber (winnaar 2020)

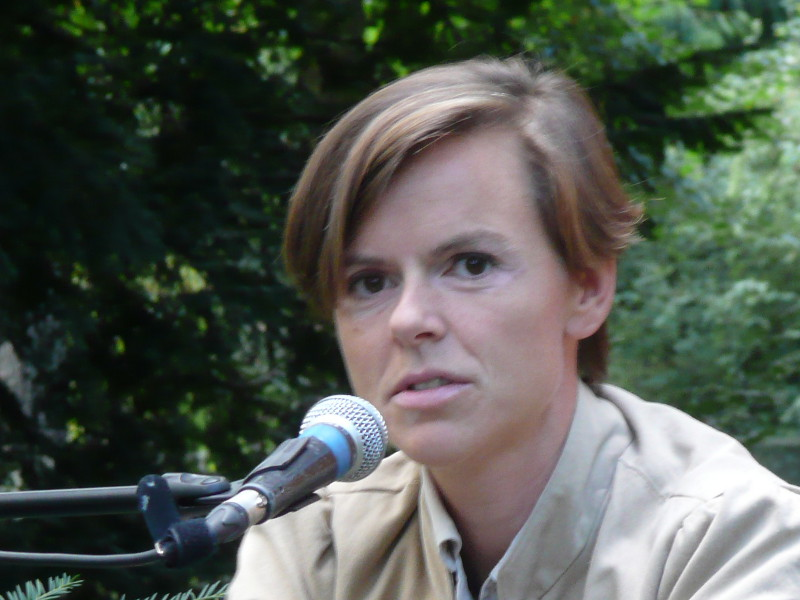
Antje Rávik Strube (winnaar 2021)

### 2005
- Hoofdprijs:
  - Es geht uns gut door Arno Geiger
- Finalisten:
  - Die Vermessung der Welt door Daniel Kehlmann
  - 42 door Thomas Lehr
  - Dunkle Gesellschaft door Gert Loschütz
  - So sind wir door Gila Lustiger
  - Und ich schüttelte einen Liebling door Friederike Mayröcker

### 2006
- Hoofdprijs:
  - Die Habenichtse door Katharina Hacker
- Finalisten:
  - Woraus wir gemacht sind door Thomas Hettche
  - Neue Leben door Ingo Schulze
  - Wie der Soldat das Grammofon repariert door Saša Stanišić
  - Der Weltensammler door Ilija Trojanow
  - Angstblüte door Martin Walser

### 2007
- Hoofdprijs:
  - Die Mittagsfrau door Julia Franck
- Finalisten:
  - Das bin doch ich door Thomas Glavinic
  - Abendland door Michael Köhlmeier
  - Böse Schafe door Katja Lange-Müller
  - Der Mond und das Mädchen door Martin Mosebach
  - Wallner beginnt zu fliegen door Thomas von Steinaecker

### 2008
- Hoofdprijs:
  - Der Turm door Uwe Tellkamp
- Finalisten:
  - Die Abschaffung der Arten door Dietmar Dath
  - Das dunkle Schiff door Sherko Fatah
  - Treffen sich zwei door Iris Hanika
  - Nach Hause schwimmen door Rolf Lappert
  - Adam und Evelyn door Ingo Schulze

### 2009
- Hoofdprijs:
  - Du stirbst nicht door Kathrin Schmidt
- Finalisten (shortlist):
  - Lichtjahre entfernt door Rainer Merkel
  - Atemschaukel door Herta Müller
  - Überm Rauschen door Norbert Scheuer
  - Die Frequenzen door Clemens J. Setz
  - Grenzgang door Stephan Thome

### 2010
- Hoofdprijs:
  - Tauben fliegen auf door Melinda Nadj Abonji
- Finalisten (shortlist):
  - Georgs Sorgen um die Vergangenheit oder im Reich des heiligen Hodensack-Bimbams von Prag door Jan Faktor
  - September. Fata Morgana door Thomas Lehr
  - Andernorts door Doron Rabinovici
  - Rabenliebe door Peter Wawerzinek
  - Dinge, die wir heute sagten door Judith Zander

### 2011
- Hoofdprijs
  - In Zeiten des abnehmenden Lichts door Eugen Ruge
- Finalisten (shortlist):
  - Gegen die Welt door Jan Brandt
  - Wunsiedel door Michael Buselmeier
  - Das Mädchen door Angelika Klüssendorf
  - Blumenberg door Sibylle Lewitscharoff
  - Die Schmerzmacherin door Marlene Streeruwitz

### 2012
- Hoofdprijs:
  - Landgericht door Ursula Krechel
- Finalisten (shortlist):
  - Robinsons blaues Haus door Ernst Augustin
  - Sand door Wolfgang Herrndorf
  - Indigo door Clemens J. Setz
  - Fliehkräfte door Stephan Thome
  - Nichts Weißes door Ulf Erdmann Ziegler

### 2013
- Hoofdprijs:
  - Das Ungeheuer door Terézia Mora
- Finalisten (shortlist):
  - Nie mehr Nacht door Mirko Bonné
  - Nichts von euch auf Erden door Reinhard Jirgl
  - Im Stein door Clemens Meyer
  - Die Sonnenposition door Marion Poschmann
  - Die Ordnung der Sterne über Como door Monika Zeiner

### 2014
- Hoofdprijs:
  - Kruso door Lutz Seiler
- Finalisten (shortlist):
  - Pfaueninsel door Thomas Hettche
  - April door Angelika Klüssendorf
  - Panischer Frühling door Gertrud Leutenegger
  - 3000 Euro door Thomas Melle
  - Der Allesforscher door Heinrich Steinfest

### 2015
- Hoofdprijs:
  - Die Erfindung der Roten Armee Fraktion durch einen manisch-depressiven Teenager im Sommer 1969 door Frank Witzel
- Finalisten (shortlist):
  - Gehen, ging, gegangen door Jenny Erpenbeck
  - Über den Winter door Rolf Lappert
  - Wie Ihr wollt door Inger-Maria Mahlke
  - Das bessere Leben door Ulrich Peltzer
  - Eins im Andern door Monique Schwitter

### 2016
- Hoofdprijs:
  - Widerfahrnis door Bodo Kirchhoff
- Finalisten (shortlist):
  - Fremde Seele, dunkler Wald door Reinhard Kaiser-Mühlecker
  - Skizze eines Sommers door André Kubiczek
  - Die Welt im Rücken door Thomas Melle
  - Ein langes Jahr door Eva Schmidt
  - Hool door Philipp Winkler

### 2017[3]
- Hoofdprijs:
  - Die Hauptstadt  door Robert Menasse
- Finalisten (shortlist):
  - Romeo oder Julia door Gerhard Falkner
  - Das Floß der Medusa door Franzobel
  - Schlafende Sonne door Thomas Lehr
  - Die Kieferninseln door Marion Poschmann
  - Außer sich door Sasha Marianna Salzmann

### 2018
- Hoofdprijs
  - Archipel door Inger-Maria Mahlke
- Finalisten (shortlist):
  - Nachtleuchten door Maria Cecilia Barbetta
  - Sechs Koffer door Maxim Biller
  - Die Katze und der General door Nino Haratischwili
  - Der Vogel Gott door Susanne Röckel
  - Gott der Barbaren door Stephan Thome

### 2019
- Hoofdprijs
  - Herkunft door Saša Stanišić
- Finalisten (shortlist):
  - Das flüssige Land door Raphaela Edelbauer
  - Kintsugi door Miku Sophie Kühmel
  - Nicht wie ihr door Tonio Schachinger
  - Winterbienen door Norbert Scheuer
  - Brüder door Jackie Thomae

### 2020
- Hoofdprijs
  - Annette, ein Heldinnenepos door Anne Weber
- Finalisten (shortlist):
  - Serpentinen door Bov Bjerg
  - Aus der Zuckerfabrik door Dorothee Elmiger
  - Herzfaden door Thomas Hettche
  - Streulicht door Deniz Ohde
  - Die Dame mit der bemalten Hand door Christine Wunnicke

### 2021
- Hoofdprijs
  - Blaue Frau door Antje Rávik Strubel
- Finalisten (shortlist):
  - Der zweite Jakob door Norbert Gstrein
  - Vati door Monika Helfer
  - Eurotrash  door Christian Kracht
  - Zandschower Klinken door Thomas Kunst
  - Identitti door Mithu Sanyal

### 2022
- Hoofdprijs
  - Blutbuch door Kim de l’Horizon

### 2023
- Hoofdprijs
  - Echtzeitalter door Tonio Schachingers

### 2024
- Hoofdprijs
  - Hey guten Morgen, wie geht s dir? door Martina Hefter